# Audrey Jeffers
Audrey Layne Jeffers, chevalière de l'ordre de l'Empire britannique (12 février 1898 - 24 juin 1968) est une travailleuse sociale trinidadienne. 
Elle fut la première femme membre du Conseil législatif (en) de Trinité-et-Tobago.

## Biographie
Née dans le district de Woodbrook à Port-d'Espagne, à Trinidad dans une famille de la classe moyenne supérieure, Audrey Jeffers a fait ses études à la Tranquility Girls School et est allée en Angleterre à l'âge de 15 ans, puis a obtenu un diplôme en sciences sociales à l'Alexander College dans le Nord de Londres. Pendant son séjour à Londres, elle a participé à la fondation de l'Union des étudiants d'ascendance africaine, qui allait devenir la League of Coloured People. Après le déclenchement de la Première Guerre mondiale, elle a travaillé parmi les troupes ouest-africaines et a créé un fonds pour les soldats ouest-africains, mobilisant les contributions financières de ses compatriotes antillais. 
Elle est revenue à Trinidad en 1920 et a dirigé une école secondaire dans sa maison familiale, Briarsend. Émue par les souffrances des défavorisés et des dépossédés, elle a créé la Coterie of Social Workers en 1921 qui fournissait des repas gratuits aux écoliers pauvres. Le premier Breakfast Shed a été créé à Port-d'Espagne en 1926. D'autres ont été créés à Barataria, à San Fernando, Trinité-et-Tobago, à Siparia et à Tobago. Ils ont ensuite créé des foyers pour personnes âgées, aveugles, femmes en détresse ainsi que des garderies. La première garderie, établie à John John, à Port-d'Espagne, a été nommée Cipriani House en hommage au leader syndical Arthur Andrew Cipriani. 
En 1936, Audrey Jeffers est devenue la première femme élue au conseil municipal de Port-d'Espagne. En 1946, elle a été nommée au Conseil législatif (en) par le gouverneur Sir Bede Clifford. 
Elle a été faite officier de l'ordre de l'Empire britannique en 1959. En 1969, elle a reçu à titre posthume la médaille d'or Chaconia pour les services sociaux. 
Son neveu était l'historien Tony Martin.

## Héritage
L'autoroute Audrey Jeffers Highway est nommée en son honneur. Son héritage se perpétue également à la Coterie of Social Workers de Trinité-et-Tobago qui continue d'honorer sa mémoire par des célébrations et des commémorations.